# N'Djamena
N'Djamena (IPA: [nˈʤɑmɛnə], in arabo Niǧāmīnā نجامينا) è la capitale e la città più popolata (1.605.696 abitanti nel 2012) del Ciad.

## Geografia
Da un punto di vista amministrativo, il suo territorio costituisce anche una regione a statuto speciale, suddivisa in 10 arrondissements.
Si trova sulle rive del fiume Chari, poco distante dalla confluenza di questo nel Logone, di fronte alla città di Kousséri (sita in Camerun), alla quale è collegata da un ponte.

## Storia
N'Djamena venne fondata come Fort-Lamy dai francesi nel 1900. Il suo nome venne cambiato in "N'Djamena" nel 1973.

## Economia
L'economia della città è basata sul commercio; oltre al porto fluviale, ospita un importante mercato regionale in cui si vendono bestiame, sale, datteri, e cereali. La lavorazione della carne è l'industria principale.
Nella città hanno sede scuole di amministrazione e di medicina veterinaria, e uno scalo aeroportuale, l'Aeroporto di N'Djamena-Hassan Djamous, l'unico del paese indicato come internazionale.

## Clima
| N'Djamena           | Mesi | Mesi | Mesi | Mesi | Mesi | Mesi | Mesi | Mesi | Mesi | Mesi | Mesi | Mesi | Stagioni | Stagioni | Stagioni | Stagioni | Anno |
| N'Djamena           | Gen  | Feb  | Mar  | Apr  | Mag  | Giu  | Lug  | Ago  | Set  | Ott  | Nov  | Dic  | Inv      | Pri      | Est      | Aut      | Anno |
| ------------------- | ---- | ---- | ---- | ---- | ---- | ---- | ---- | ---- | ---- | ---- | ---- | ---- | -------- | -------- | -------- | -------- | ---- |
| T. max. media (°C)  | 32,3 | 35,9 | 39,1 | 40,9 | 40,0 | 37,3 | 33,2 | 31,1 | 33,2 | 36,7 | 35,9 | 33,8 | 34,0     | 40,0     | 33,9     | 35,3     | 35,8 |
| T. min. media (°C)  | 13,8 | 16,7 | 20,9 | 24,6 | 25,2 | 24,3 | 22,8 | 22,0 | 22,2 | 21,2 | 17,0 | 14,4 | 15,0     | 23,6     | 23,0     | 20,1     | 20,4 |
| Precipitazioni (mm) | 0    | 0    | 0    | 8    | 25   | 46   | 137  | 168  | 80   | 17   | 0    | 0    | 0        | 33       | 351      | 97       | 481  |

## Galleria d'immagini
Vecchie fotografie della città.

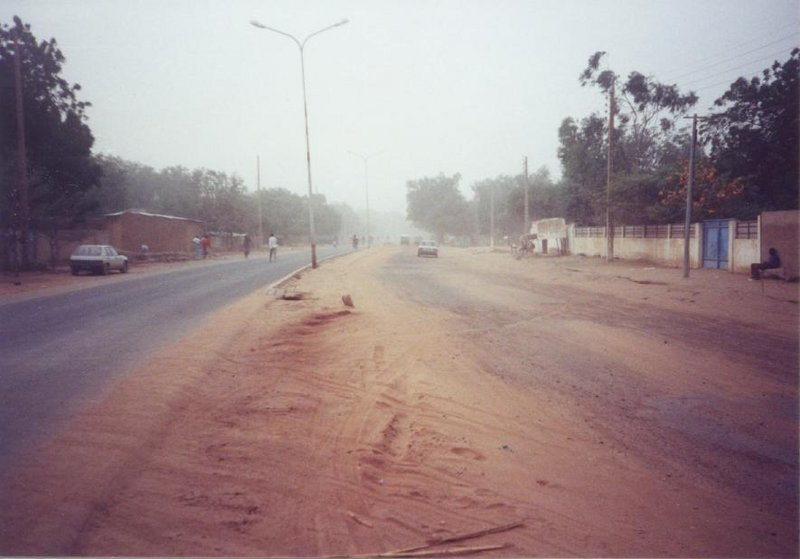
Una delle strade cittadine.
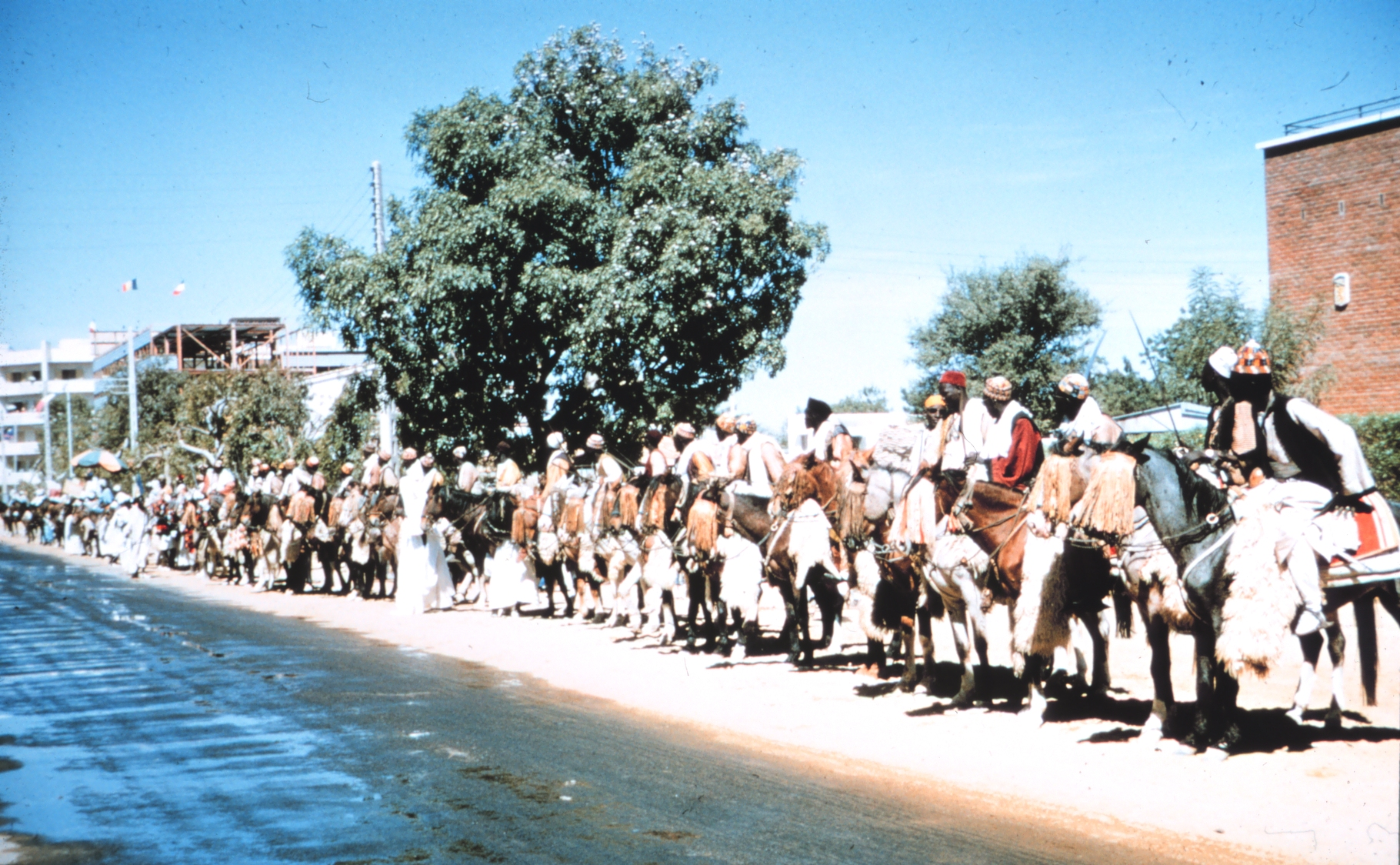
Gente a cavallo.
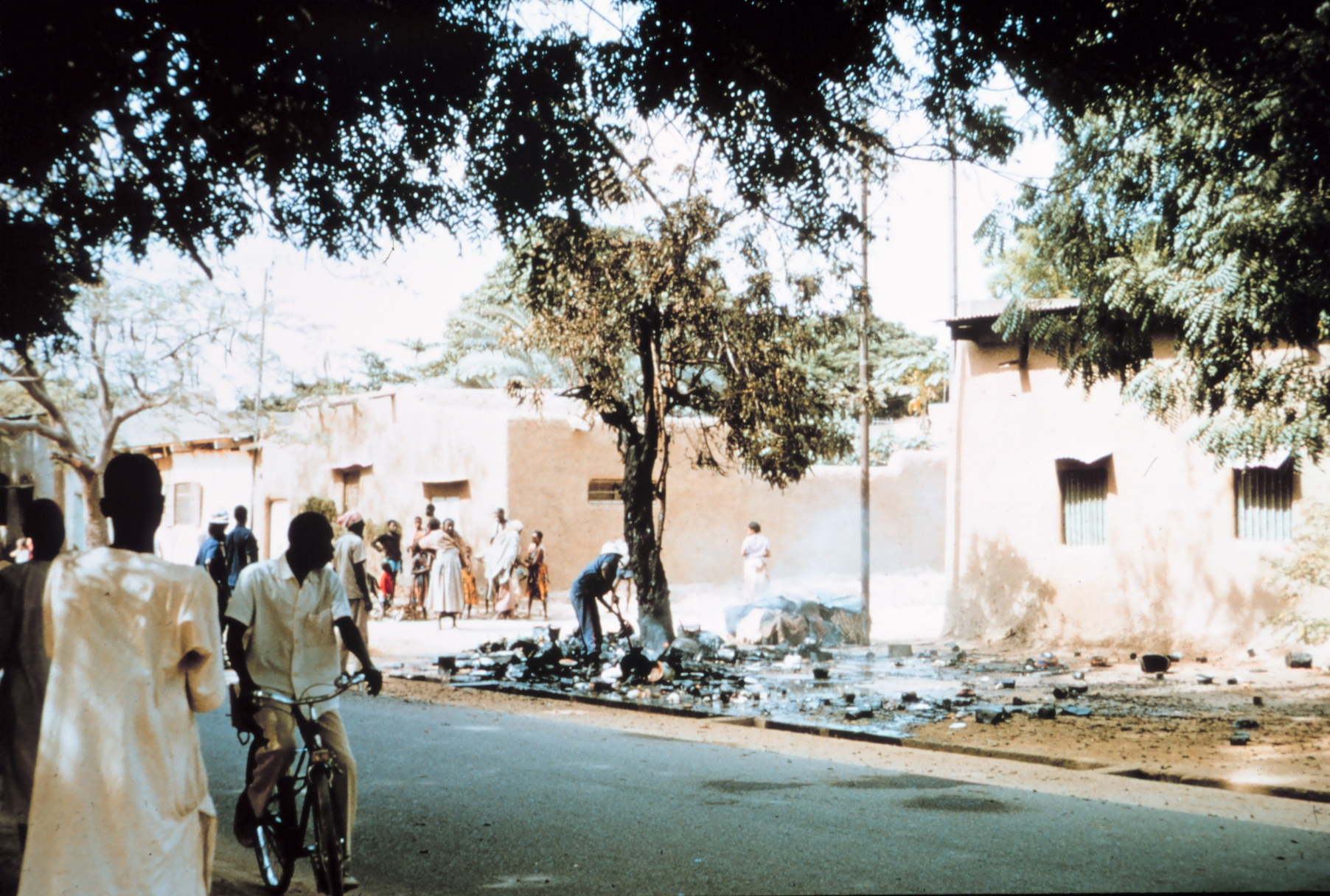
Strada di N'Djamena.
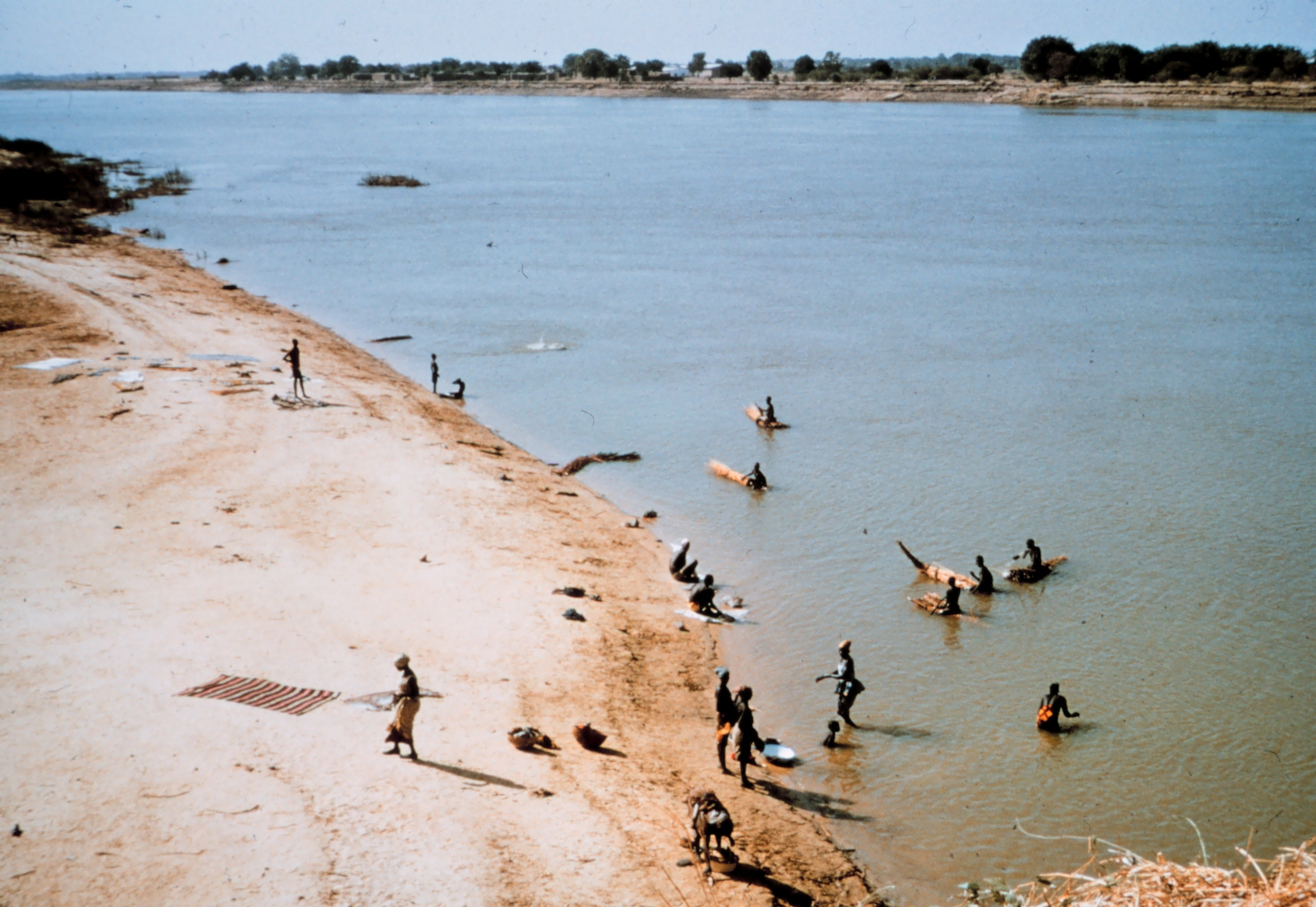
Persone in acqua, sulle rive del fiume Chari.
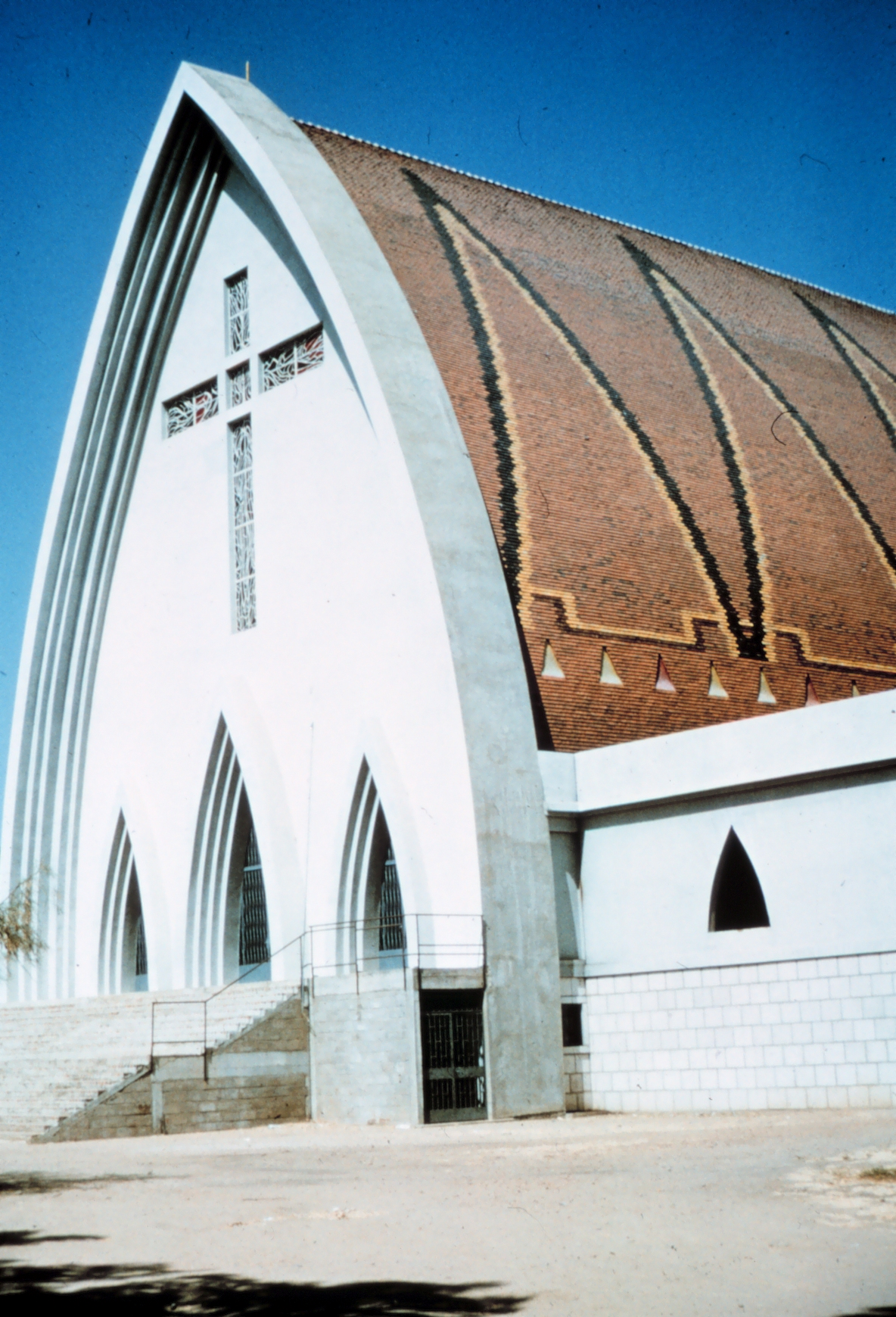
Cattedrale di N'Djamena.
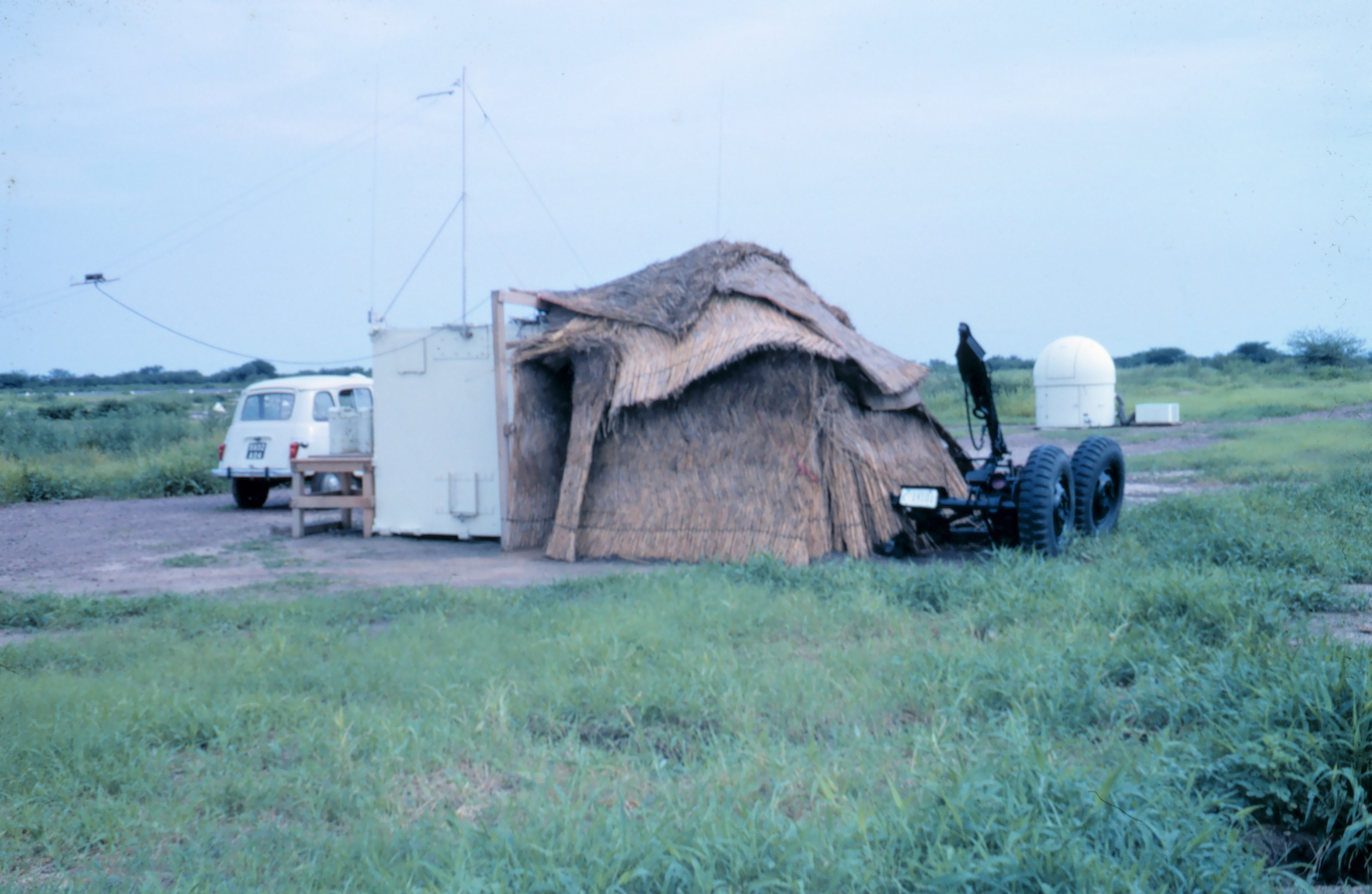
Stazione radio temporanea nei pressi di N'Djamena, utilizzata per la NOAA.

### Gemellaggi
- Tolosa
- Stupino